# タチアナ・ペレビニス
タチアナ・ペレビニス（Tatiana Perebiynis, ウクライナ語：Тетяна Перебійніс, 1982年12月15日 - ）は、ウクライナ・ハルキウ出身の女子プロテニス選手。2005年のウィンブルドン混合ダブルス部門で、オーストラリアのポール・ハンリーとペアを組んで準優勝した選手である。自己最高ランキングはシングルス55位、ダブルス35位。WTAツアーでシングルスの優勝はないが、ダブルスで6勝を挙げている。

## 来歴
1996年にプロ入り。1999年から女子テニス国別対抗戦・フェドカップのウクライナ代表に選出され、2004年まで6年間代表選手を務めた。ジュニア選手の大会では、2000年ウィンブルドンの女子ジュニア部門でシングルス準優勝・ダブルス優勝がある。2001年全豪オープンから4大大会の予選会に出場し始め、同年の全米オープンで本戦初出場を果たす。2002年6月、ウズベキスタン・タシュケント大会でダブルス初優勝を達成。ペレビニスは2004年にシングルスの好成績を多く出し、全仏オープンとウィンブルドンで2大会連続の3回戦に進み、8月第2週のスウェーデン・ストックホルム大会で初の女子ツアー大会決勝進出があった。その決勝戦ではオーストラリアのアリシア・モリクに 1-6, 1-6 で敗れ、シングルス初優勝のチャンスを逃してしまう。ストックホルム大会準優勝の後、ペレビニスは2004年アテネ五輪にもウクライナ代表選手として出場した。女子シングルス2回戦では、日本の杉山愛と対戦し 7-5, 6-4 で敗れている。
2005年のウィンブルドンで、タチアナ・ペレビニスはオーストラリアのポール・ハンリーと混合ダブルスのペアを組み、初めての決勝戦に勝ち進んだ。ハンリーとペレビニスは、決勝でマヘシュ・ブパシ（インド）&マリー・ピエルス（フランス）組に 4-6, 2-6 で敗れて準優勝になった。ウクライナの女子テニス選手によるウィンブルドン決勝進出は、1999年の女子ダブルス準優勝者になったエレナ・タタルコワ以来2人目であった。
ウィンブルドン混合ダブルス準優勝の後、ペレビニスはウイルス感染症を患い、2005年シーズン後半のトーナメントを棒に振った。この期間中にコーチのドミトリー・ザドロツニー（Dimitriy Zadorozhniy）と結婚。2006年2月からツアーに復帰し、同年のウィンブルドン女子ダブルスにおいて、同じウクライナのユリアナ・フェダクと組んで準決勝に進出した。2007年5月上旬にポーランド・ワルシャワで開かれた「J&Sカップ」のダブルスで、ベラ・ドゥシェビナ（ロシア）と組んで復活優勝を果たす。2007年ウィンブルドンで久々に4大大会の予選会を通過し、本戦2回戦まで勝ち進んだ後、全米オープンでも予選を通過する。2008年には4年ぶりのフェドカップ代表復帰も果たし、北京五輪で2度目のオリンピックに出場する。全米オープンでシビル・バンマー（オーストリア）との3回戦まで進出した。
ペレビニスは2009年ウィンブルドン選手権を最後に公式試合から遠ざかっている。

## WTAツアー決勝進出結果

### シングルス: 1回 (0勝1敗)
| 大会グレード         |
| -------------------- |
| グランドスラム (0–0) |
| ティア I (0–0)       |
| ティア II (0–0)      |
| ティア III (0–0)     |
| ティア IV & V (0–1)  |

| 結果   | No. | 決勝日       | 大会           | サーフェス | 対戦相手         | スコア   |
| ------ | --- | ------------ | -------------- | ---------- | ---------------- | -------- |
| 準優勝 | 1.  | 2004年8月8日 | ストックホルム | ハード     | アリシア・モリク | 1–6, 1–6 |

### ダブルス: 11回 (6勝5敗)
| 結果   | No. | 決勝日        | 大会           | サーフェス | パートナー                         | 対戦相手                                                                | スコア              |
| ------ | --- | ------------- | -------------- | ---------- | ---------------------------------- | ----------------------------------------------------------------------- | ------------------- |
| 準優勝 | 1.  | 2001年6月17日 | タシケント     | ハード     | タチアナ・ポウチェク               | パトリシア・ワーツシュ ペトラ・マンデュラ                               | 1–6, 4–6            |
| 優勝   | 1.  | 2002年6月16日 | タシケント     | ハード     | タチアナ・ポウチェク               | Mia Buric ガリナ・フォキナ                                              | 7–5, 6–2            |
| 準優勝 | 2.  | 2003年2月23日 | ボゴタ         | クレー     | ティナ・クリザン                   | カタリナ・スレボトニク アサ・スベンソン                                 | 2–6, 1–6            |
| 準優勝 | 3.  | 2003年4月20日 | ブダペスト     | クレー     | コンチタ・マルティネス・グラナドス | ペトラ・マンデュラ エレナ・タタルコワ                                   | 3–6, 1–6            |
| 優勝   | 2.  | 2003年8月3日  | ソポト         | クレー     | シルビア・タラヤ                   | マレット・アニ リブセ・プルソバ                                         | 6–4, 6–2            |
| 準優勝 | 4.  | 2003年8月10日 | ヘルシンキ     | クレー     | シルビア・タラヤ                   | エフゲニア・クリコフスカヤ エレナ・タタルコワ                           | 2–6, 4–6            |
| 優勝   | 3.  | 2005年2月27日 | アカプルコ     | クレー     | アリーナ・イドコワ                 | ロサ・マリア・アンドレス・ロドリゲス コンチタ・マルティネス・グラナドス | 7–5, 6–3            |
| 優勝   | 4.  | 2005年5月1日  | ワルシャワ     | クレー     | バルボラ・ストリコバ               | クラウディア・ヤンス アリシア・ロソルスカ                               | 6–1, 6–4            |
| 優勝   | 5.  | 2007年5月6日  | ワルシャワ     | クレー     | ベラ・ドゥシェビナ                 | エレーナ・リホフツェワ エレーナ・ベスニナ                               | 7–5, 3–6, [10–2]    |
| 優勝   | 6.  | 2008年5月24日 | ストラスブール | クレー     | 晏紫                               | 詹詠然 荘佳容                                                           | 6–4, 6–7(3), [10–6] |
| 準優勝 | 5.  | 2008年1月11日 | シドニー       | ハード     | タチアナ・ポウチェク               | 鄭潔 晏紫                                                               | 4–6, 6–7(5)         |

## 4大大会シングルス成績
略語の説明
| W | F | SF | QF | #R | RR | Q# | LQ | A | Z# | PO | G | S | B | NMS | P | NH |

W=優勝, F=準優勝, SF=ベスト4, QF=ベスト8, #R=#回戦敗退, RR=ラウンドロビン敗退, Q#=予選#回戦敗退, LQ=予選敗退, A=大会不参加, Z#=デビスカップ/BJKカップ地域ゾーン, PO=デビスカップ/BJKカッププレーオフ, G=オリンピック金メダル, S=オリンピック銀メダル, B=オリンピック銅メダル, NMS=マスターズシリーズから降格, P=開催延期, NH=開催なし.
| 大会           | 2001 | 2002 | 2003 | 2004 | 2005 | 2006 | 2007 | 2008 | 2009 | 通算成績 |
| -------------- | ---- | ---- | ---- | ---- | ---- | ---- | ---- | ---- | ---- | -------- |
| 全豪オープン   | LQ   | LQ   | LQ   | 1R   | 2R   | A    | LQ   | 2R   | A    | 2–3      |
| 全仏オープン   | LQ   | LQ   | 1R   | 3R   | 1R   | A    | LQ   | 1R   | A    | 2–4      |
| ウィンブルドン | LQ   | 1R   | 2R   | 3R   | 1R   | LQ   | 2R   | 2R   | 1R   | 5–7      |
| 全米オープン   | 1R   | LQ   | 2R   | 1R   | A    | LQ   | 1R   | 3R   | A    | 3–5      |